# 도하 (지방 자치체)

도하의 위치

도하(영어: Ad Dawhah, 아랍어: الدوحة)는 카타르의 지방 자치체로 행정 중심지는 카타르의 수도인 도하이며 면적은 132km2, 인구는 796,947명(2010년 기준)이다. 북쪽으로는 움살랄, 서쪽으로는 알라이얀, 남쪽으로는 알와크라, 동쪽으로는 페르시아만과 접한다.